# Tour de Catalogne 1936
Le Tour de Catalogne 1936 est la 18e édition du Tour de Catalogne, une course cycliste par étapes en Espagne. L’épreuve se déroule sur neuf étapes entre le 13 et le 21 juin 1936, sur un total de 1 536 km. Le vainqueur final est l'Espagnol Mariano Cañardo, devant le Belge Frans Bonduel et l'Espagnol Joan Gimeno.

## Étapes
| Étape | Date    | Villes étapes                            | km    | Vainqueur d'étape       | Leader du classement général |
| ----- | ------- | ---------------------------------------- | ----- | ----------------------- | ---------------------------- |
| 1re   | 13 juin | Barcelone - Manlleu                      | 116,0 | Antonio Destrieux (ESP) | Antonio Destrieux (ESP)      |
| 2e    | 14 juin | Manlleu - Girona                         | 185,0 | Joseph Huts (BEL)       | Alfons Schepers (BEL)        |
| 3e    | 15 juin | Girona - Figueres                        | 165,0 | Joseph Huts (BEL)       | Alfons Schepers (BEL)        |
| 4e    | 16 juin | Figueres - Manresa                       | 246,0 | Mariano Cañardo (ESP)   | Frans Bonduel (BEL)          |
| 5e    | 17 juin | Manresa - Lleida                         | 162,0 | Federico Ezquerra (ESP) | Frans Bonduel (BEL)          |
| 6e    | 18 juin | Lleida - Valls                           | 174,0 | Mariano Cañardo (ESP)   | Frans Bonduel (BEL)          |
| 7e    | 19 juin | Valls - Tarragone                        | 237,0 | Frans Bonduel (BEL)     | Frans Bonduel (BEL)          |
| 8e    | 20 juin | Tarragone - Vilafranca del Penedès (clm) | 49,0  | Mariano Cañardo (ESP)   | Frans Bonduel (BEL)          |
| 9e    | 21 juin | Vilafranca del Penedès - Barcelone       | 139,0 | Federico Ezquerra (ESP) | Mariano Cañardo (ESP)        |

### Étape 1 Barcelone - Manlleu. 116,0 km
|   | Cycliste          | Temps           |
| - | ----------------- | --------------- |
| 1 | Antonio Destrieux | 3 h 16 min 10 s |
| 2 | Josep Campamà     | m.t.            |
| 3 | Alfons Schepers   | + 20 s          |

|   | Cycliste          | Temps           |
| - | ----------------- | --------------- |
| 1 | Antonio Destrieux | 3 h 16 min 10 s |
| 2 | Josep Campamà     | m.t.            |
| 3 | Alfons Schepers   | + 20 s          |

### Étape 2. Manlleu - Girona. 185,0 km
|   | Cycliste        | Temps           |
| - | --------------- | --------------- |
| 1 | Joseph Huts     | 5 h 56 min 42 s |
| 2 | Frans Bonduel   | m.t.            |
| 3 | Alfons Schepers | m.t.            |

|   | Cycliste          | Temps           |
| - | ----------------- | --------------- |
| 1 | Alfons Schepers   | 9 h 13 min 12 s |
| 2 | Diego Cháfer      | m.t.            |
| 3 | Federico Ezquerra | m.t.            |

### Étape 3. Girona - Figueres. 165,0 km
|   | Cycliste          | Temps           |
| - | ----------------- | --------------- |
| 1 | Joseph Huts       | 4 h 56 min 50 s |
| 2 | John Braspennincx | m.t.            |
| 3 | Mariano Cañardo   | m.t.            |

|   | Cycliste        | Temps            |
| - | --------------- | ---------------- |
| 1 | Alfons Schepers | 14 h 10 min 02 s |
| 2 | Diego Cháfer    | m.t.             |
| 3 | Joseph Huts     | + 46 s           |

### Étape 4. Figueres - Manresa. 246,0 km
|   | Cycliste        | Temps           |
| - | --------------- | --------------- |
| 1 | Mariano Cañardo | 8 h 17 min 15 s |
| 2 | Frans Bonduel   | + 10 min 16 s   |
| 3 | Joan Gimeno     | m.t.            |

|   | Cycliste        | Temps            |
| - | --------------- | ---------------- |
| 1 | Frans Bonduel   | 22 h 40 min 21 s |
| 2 | Joan Gimeno     | + 3 min 28 s     |
| 3 | Mariano Cañardo | + 3 min 34 s     |

### Étape 5. Manresa - Lleida. 162,0 km
|   | Cycliste          | Temps           |
| - | ----------------- | --------------- |
| 1 | Federico Ezquerra | 5 h 40 min 10 s |
| 2 | Antonio Destrieux | m.t.            |
| 3 | Antonio Montes    | m.t.            |

|   | Cycliste        | Temps            |
| - | --------------- | ---------------- |
| 1 | Frans Bonduel   | 28 h 23 min 01 s |
| 2 | Joan Gimeno     | + 1 min 28 s     |
| 3 | Mariano Cañardo | + 1 min 34 s     |

### Étape 6. Lleida - Valls. 174,0 km
|   | Cycliste          | Temps           |
| - | ----------------- | --------------- |
| 1 | Mariano Cañardo   | 6 h 06 min 27 s |
| 2 | Manuel Izquierdo  | + 15 s          |
| 3 | Federico Ezquerra | + 36 s          |

|   | Cycliste        | Temps            |
| - | --------------- | ---------------- |
| 1 | Frans Bonduel   | 34 h 30 min 29 s |
| 2 | Mariano Cañardo | + 33 s           |
| 3 | Joan Gimeno     | + 1 min 28 s     |

### Étape 7. Valls - Tarragone. 237,0 km
|   | Cycliste          | Temps           |
| - | ----------------- | --------------- |
| 1 | Frans Bonduel     | 8 h 33 min 50 s |
| 2 | Antonio Destrieux | m.t.            |
| 3 | Mariano Cañardo   | m.t.            |

|   | Cycliste        | Temps            |
| - | --------------- | ---------------- |
| 1 | Frans Bonduel   | 43 h 04 min 19 s |
| 2 | Mariano Cañardo | + 33 s           |
| 3 | Joan Gimeno     | + 2 min 33 s     |

### Étape 8. Tarragone - Vilafranca del Penedès. 49,0 km (clm)
|   | Cycliste          | Temps           |
| - | ----------------- | --------------- |
| 1 | Mariano Cañardo   | 1 h 18 min 06 s |
| 2 | Frans Bonduel     | + 16 s          |
| 3 | Federico Ezquerra | + 39 s          |

|   | Cycliste        | Temps            |
| - | --------------- | ---------------- |
| 1 | Frans Bonduel   | 44 h 22 min 41 s |
| 2 | Mariano Cañardo | + 17 s           |
| 3 | Joan Gimeno     | + 5 min 18 s     |

### Étape 9. Vilafranca del Penedès - Barcelone. 139,0 km
|   | Cycliste            | Temps           |
| - | ------------------- | --------------- |
| 1 | Federico Ezquerra   | 3 h 57 min 23 s |
| 2 | Antonio Destrieux   | m.t.            |
| 3 | Charles Vandenbalck | m.t.            |

|   | Cycliste        | Temps            |
| - | --------------- | ---------------- |
| 1 | Mariano Cañardo | 48 h 20 min 21 s |
| 2 | Frans Bonduel   | + 2 min 22 s     |
| 3 | Joan Gimeno     | + 7 min 40 s     |

## Classement final
| Pos. | Cycliste          | Pays     | Équipe             | Temps            |
| ---- | ----------------- | -------- | ------------------ | ---------------- |
| 1    | Mariano Cañardo   | Espagne  | Colin              | 48 h 20 min 21 s |
| 2    | Frans Bonduel     | Belgique | Dilecta            | + 2 min 22 s     |
| 3    | Joan Gimeno       | Espagne  | P.C. William Tarin | + 7 min 40 s     |
| 4    | Diego Cháfer      | Espagne  | Orbea              | + 11 min 12 s    |
| 5    | Federico Ezquerra | Espagne  | Orbea              | + 17 min 39 s    |
| 6    | Antonio Destrieux | Espagne  | P.C. William Tarin | + 26 min 17 s    |
| 7    | Manuel Izquierdo  | Espagne  | A.C. Montjuïc      | + 30 min 55 s    |
| 8    | Antoni Escuriet   | Espagne  | Orbea              | + 36 min 08 s    |
| 9    | Josep Botanch     | Espagne  | A.C. Montjuïc      | + 37 min 33 s    |
| 10   | Joaquim Olmos     | Espagne  | U.C. Barceloneta   | + 47 min 32 s    |